# Albert Leitzmann
Carl Theodor Albert Leitzmann, född den 3 augusti 1867 i Magdeburg, död den 16 april 1950 i Jena, var en tysk germanist och litteraturhistoriker. 
Leitzmann studerade från 1886 germanistik vid universitetet i Freiburg. Den av hans lärare som fick störst betydelse för honom var Hermann Paul, som var en av junggrammatikerna. Efter att ha tillbragt två terminer vid Berlins universitet promoverades Leitzmann våren 1889 i Freiburg. Hans dissertation hade titeln Untersuchung über die Sprache in mittelhochdeutschen Prosapredigten. Därefter studerade han ett läsår i Halle under Eduard Sievers. Våren 1891 följde habilitationen i Jena med Untersuchungen über Berthold von Holle. Efter habiliteringen undervisade Leitzmann som privatdocent vid universitetet i Jena. Från hösten 1894 arbetade han två år vid Goethe- und Schiller-Archiv i Weimar. Därefter återvände Leitzmann till Jena, där han 1898 utnämndes till extra ordinarie professor. Ordinarie professor blev Leitzmann 1923 och 1930 fick han lärostolen för germanistik i Jena som efterträdare till Victor Michels. År 1935 blev han emeritus. Leitzmann ägnade sig åt en flitig utgivarverksamhet. Nämnas bör hans edition av Lichtenbergs Sudelbücher, men även hans studieutgåvor av Wolframs, Walthers och Hartmanns verk i Altdeutsche Textbibliothek. År 1938 blev Leitzmann ledamot av Preussiska vetenskapsakademien.